# Bishopsbourne
Bishopsbourne est un petit village dans le comté du Kent. Situé à 4 miles (6 km) de Canterbury et à environ 15 miles (24 km) de Douvres.
Les auteurs Joseph Conrad et Jocelyn Brooke (en) ont vécu dans le village. Le 30 août 1940, un Spitfire piloté par le sergent Joseph I. Johnson a été abattu et s'est écrasé près de Bishopsbourne. Le pilote a été tué,.